# Чемпионат мира по гандболу среди женщин 2025
XXVII чемпионат мира по гандболу среди женщин состоится в двух странах Германии и Нидерландах в декабре 2025 года. Третий раз в истории на чемпионате мира выступят 32 команды (на турнире 2019 года играли 24 сборные).
Нидерланды будут принимать свой третий чемпионат мира по гандболу среди женщин. Германия будет принимать свой четвёртый чемпионат мира по гандболу среди женщин.
Чемпион мира 2023 года сборная Франции будет защищать свой титул.

## Арены
Чемпионат мира пройдет в следующих городах: Дортмунд, Штутгарт, Трир, Роттердам, Хертогенбос.
| Дортмунд                       | Штутгарт                    | Трир                     |
| ------------------------------ | --------------------------- | ------------------------ |
| Вестфаленхален Зрители: 12 000 | Porsche-Arena Зрители: 6200 | Трир Арена Зрители: 5400 |
|                                |                             |                          |
| Роттердам                      | Хертогенбос                 |                          |
| Rotterdam Ahoy Зрители: 16000  | Maaspoort Зрители: 3500     |                          |
|                                |                             |                          |

## Квалификация

### Команды — участники турнира
| Турнир или основание для квалификации | Дата                        | Количество мест | Квалифицировались |
| ------------------------------------- | --------------------------- | --------------- | ----------------- |
| Страна-организатор                    | 28 февраля 2020             | 1               | Германия          |
| Страна-организатор                    | 28 февраля 2020             | 1               | Нидерланды        |
| Чемпион мира 2023                     | 17 декабря 2023             | 1               | Франция           |
| Отбор Южная Америка                   | 26-30 ноября 2024           | 3               | Бразилия          |
| Отбор Южная Америка                   | 26-30 ноября 2024           | 3               | Аргентина         |
| Отбор Южная Америка                   | 26-30 ноября 2024           | 3               | Уругвай           |
| Отбор Африка                          | 27 ноября — 7 декабря 2024  | 4               | Ангола            |
| Отбор Африка                          | 27 ноября — 7 декабря 2024  | 4               | Египет            |
| Отбор Африка                          | 27 ноября — 7 декабря 2024  | 4               | Сенегал           |
| Отбор Африка                          | 27 ноября — 7 декабря 2024  | 4               | Тунис             |
| Отбор Азия                            | 3 — 7 декабря 2024          | 4               | Иран              |
| Отбор Азия                            | 3 — 7 декабря 2024          | 4               | Япония            |
| Отбор Азия                            | 3 — 7 декабря 2024          | 4               | Казахстан         |
| Отбор Азия                            | 3 — 7 декабря 2024          | 4               | Республика Корея  |
| Отбор с ЧЕ-2024                       | 28 ноября — 15 декабря 2024 | 3               | Норвегия          |
| Отбор с ЧЕ-2024                       | 28 ноября — 15 декабря 2024 | 3               | Венгрия           |
| Отбор с ЧЕ-2024                       | 28 ноября — 15 декабря 2024 | 3               | Дания             |
| Wild card                             | 18 октября 2018             | 1               | США               |

Каждый хозяин Олимпийских игр получает право на участие в двух ближайших чемпионатах мира.